# Stratification thermique
 (octobre 2011).
Si vous disposez d'ouvrages ou d'articles de référence ou si vous connaissez des sites web de qualité traitant du thème abordé ici, merci de compléter l'article en donnant les références utiles à sa vérifiabilité et en les liant à la section « Notes et références ».
La stratification thermique est la formation de couches (strates) de températures distinctes dans un fluide. La plupart des fluides ont une masse volumique (densité) qui diminue avec la température : si un fluide a une température inhomogène, en présence de la gravité, la partie chaude du fluide monte au-dessus de la partie froide. Dans une enceinte fermée (exemple : pièce non ventilée), si la paroi haute est chaude et la paroi basse froide, une stratification thermique du fluide peut apparaître (si on inverse les parois haute et basse, un mouvement de convection naturelle devrait apparaître).
Ainsi, l'eau de surface des lacs ou de la mer au repos est plus chaude que l'eau à un mètre plus en profondeur, et l'air au niveau du plafond d'une pièce est plus chaud qu'au niveau du sol.

## Stratification de l'eau

### Stratification d'un lac
La stratification des lacs est la tendance des lacs à former des couches thermiques séparées et distinctes par temps chaud. Les lacs stratifiés présentent généralement trois couches distinctes : l'épilimnion comprenant la couche chaude supérieure, la thermocline (ou métalimnion), couche intermédiaire qui peut changer de profondeur tout au long de la journée, et l'hypolimnion, plus froid, s'étendant jusqu'au fond du lac.

## Stratification thermique appliquée au bâtiment

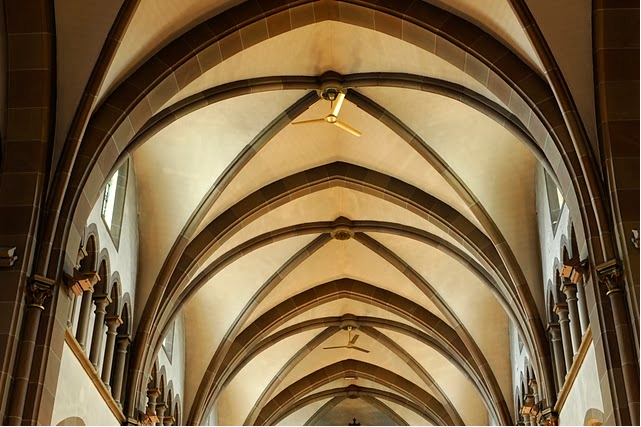
Installation de ventilateurs de plafond dans un but de déstratification de la nef d'une église.

Dans le cas de l'air dans un bâtiment, l'air chaud est moins dense que l’air froid : l’air chaud monte et l’air froid stagne au niveau du sol. 
La variation de température peut atteindre 1 °C par mètre de hauteur (ainsi, pour une hauteur de 10 mètres entre le sol et le plafond, on peut constater une différence de température de 10 °C).
Cette situation est préjudiciable :
- au confort des personnes (surtout s'il y a des niveaux différents) ;
- à la consommation d’énergie de chauffage nécessaire pour obtenir la température de consigne. La surchauffe de l'atmosphère haute (inutile) est alors une source de déperdition proportionnelle à l'écart de température (involontaire).

L’installation d’un système de déstratification, déplaçant l’air de la partie haute vers la partie basse, permet de faire descendre cet air chaud avec pour conséquences :
- une réduction importante de la température haute, donc de la consommation d’énergie ;
- une augmentation sensible du confort des personnes (atmosphère plus régulière) ;
- un meilleur pouvoir asséchant de l'atmosphère (par augmentation des flux d'air).

### Locaux à forte stratification

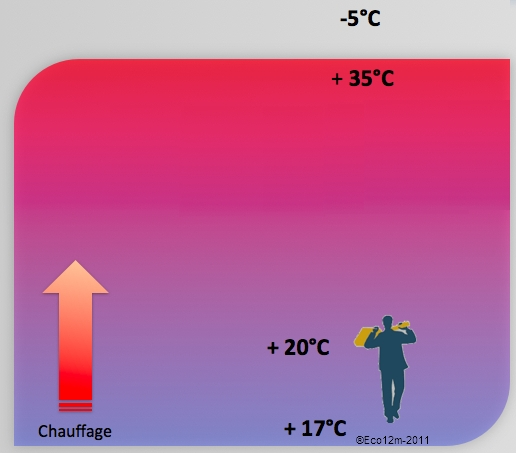
Stratification en température d'un local chauffé.

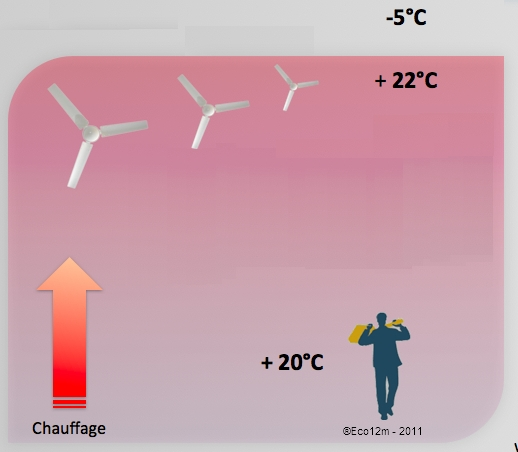
Local destratifié par un système de ventilo-brassage.

Tous les locaux de grande hauteur ont une stratification de la température importante : gymnases, salles de sport, lieux de culte, ateliers, amphithéâtres, cinémas... Pour la combattre, plusieurs techniques peuvent cohabiter pour rabattre la chaleur, en plus de ceux précités :
- diffusion avec un plus grand nombre de radiateurs pour en abaisser la température d'émission ;
- régularité de l'émission de la chaleur (température initiale de convection abaissée) ;
- systèmes de rayonnements concentré-dirigés vers le bas par des réflecteurs ;
- système de rayonnement réparti ;
- système de rayonnement doux par le sol ;
- système de récupération-collecte des flux d'air frais (système de convection forcée ou canalisée).

### Solutions
Il existe aujourd'hui dans le commerce un grand nombre de systèmes différents pour combattre la stratification en température. Cependant, rares sont les systèmes alliant économie et confort.
Les systèmes les plus courants sont :
- ventilo-brassage intelligent et régulé ;
- caissons aérothermes ;
- canons à air ;
- déstratificateur (récupération de l'air chaud au plafond en le renvoyant en permanence au sol)

### Cas des stratifications bénéfiques
Les réservoirs de stockage de chaleur tirent parti de ce phénomène (exemple : chauffe-eau domestique). Les couches chaudes transmettant peu leurs calories aux couches basses, l'utilisateur peut vider le réservoir (ballon) en abaissant peu la température de sortie. Faut-il encore que l'eau de remplissage soit introduite par le bas et sans provoquer de brassage.